# La Batalla per Wesnoth
La Batalla per Wesnoth (The Battle for Wesnoth o simplement Wesnoth) és un videojoc d'estratègia per torns.

Pertany al programari lliure i és de codi obert, es distribueix sota la llicència GNU GPL. L'ha desenvolupat una comunitat d'usuaris i està traduït a 30 idiomes, entre els quals el català. Es pot jugar als sistemes operatius Linux, BeOS, FreeBSD, Mac OS X, NetBSD, OpenBSD, Solaris i Windows. Es basa en un univers virtual fantàstic amb una mitologia similar a la d'obres com El Senyor dels Anells, amb elfs, nans, orcs, trols, ents, sirenis, ogres i dracs.

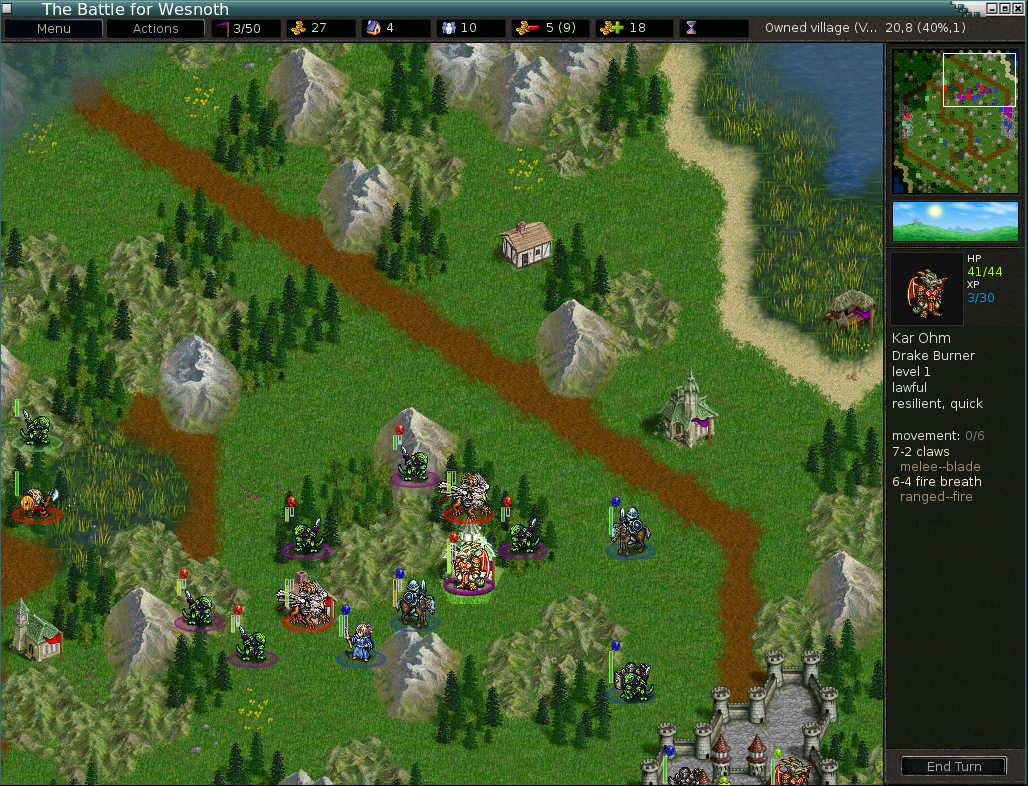
Captura de pantalla d'una partida.

La comunitat que manté el joc ha buscat compondre una banda sonora original de música clàssica orquestral per al joc.